# Polygala torrei
Polygala torrei är en jungfrulinsväxtart som beskrevs av Arthur Wallis Exell. Polygala torrei ingår i släktet jungfrulinssläktet, och familjen jungfrulinsväxter. Inga underarter finns listade i Catalogue of Life.